# Hamburger Verkehrsverbund

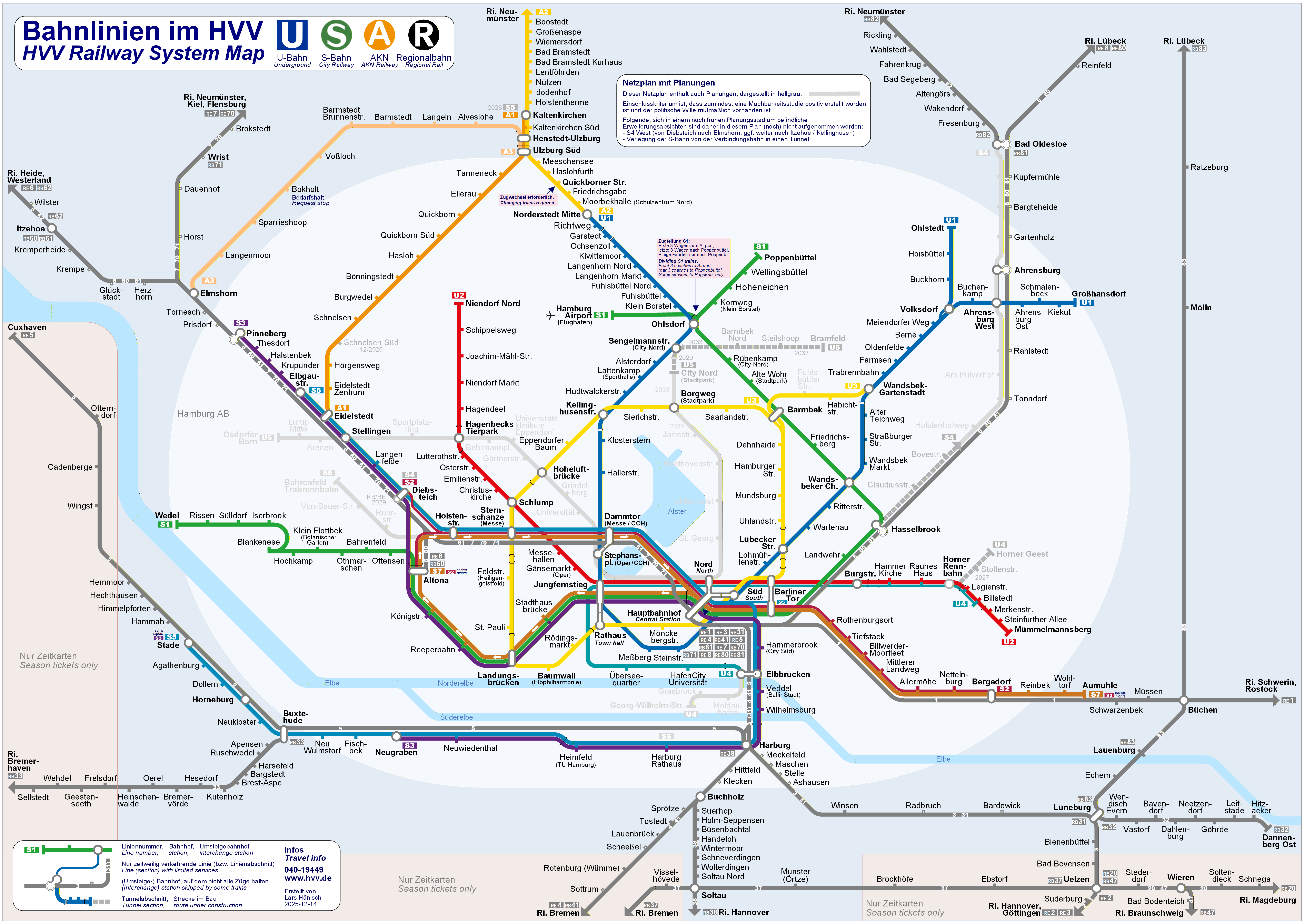
Bahnlinien im HVV (Liniennetz) – mit Planungen

Der Hamburger Verkehrsverbund (HVV, Eigenschreibweise hvv) ist ein Verkehrs- und Tarifverbund, der das Hamburger Stadtgebiet und umliegende Gebiete in Schleswig-Holstein und Niedersachsen umfasst. Der HVV wurde am 29. November 1965 gegründet und nahm offiziell am 1. Dezember 1966 seine Tätigkeit auf.
Zum Angebot des HVV zählen vier U-Bahn-Linien (betrieben von der Hamburger Hochbahn AG (HHA)), vier S-Bahn-Linien (S-Bahn Hamburg GmbH), drei AKN-Linien sowie große Teile des Streckennetzes weiterer Regionalbahngesellschaften. Des Weiteren rund 700 Buslinien (ebenfalls von der HHA betrieben, der VHH und der KVG Stade) sowie acht Fährlinien im Hafen und auf der Elbe (von der HADAG).
Das Einzugsgebiet des HVV umfasst 9693 km², in dem 3,67 Millionen Menschen leben. Im Verbund betreiben 27 Verkehrsunternehmen Verkehrslinien (Stand 20. August 2022).

## Struktur
Der Hamburger Verkehrsverbund weist eine vergleichsweise komplexe Struktur mit einer Verbund-Dachgesellschaft und einer starken Position der Verkehrsunternehmen auf. „Dachgesellschaft“ ist die HVV GmbH mit Sitz in Hamburg. Dieses Unternehmen ist im Besitz der sogenannten Aufgabenträger, das sind Länder und Kommunen im HVV-Gebiet. Mit 84,5 % gehört die große Mehrheit der Freien und Hansestadt Hamburg, das Land Schleswig-Holstein besitzt 3 %, Niedersachsen (über die LNVG) 2 %. Die übrigen 10,5 % an der HVV GmbH sind im Eigentum von Landkreisen im Hamburger Umland. Die HVV GmbH übernimmt einige Koordinationsaufgaben, so die Planung des Liniennetzes, die Tarifgestaltung, Festsetzung von Qualitätsanforderungen, Marktforschung und Werbung.
Als Hamburger Besonderheit übernehmen darüber hinaus die großen Verkehrsunternehmen Hochbahn, S-Bahn und VHH unter dem Namen „HVV“ zentrale Aufgaben wie die Fahrplanauskunft ohne direkten Einfluss der HVV GmbH. Dazu dient die Konstruktion der sogenannten „Zentralen Verkehrsunternehmen“ (ZVU). Ein ZVU ist ein Verkehrsbetrieb, der von den anderen Verkehrsbetrieben im HVV-Bereich über Geschäftsbesorgungsverträge gegen Entgelt mit der Erledigung einer Aufgabe beauftragt ist.
Zu den ZVU-Aufgaben im HVV zählen beispielsweise
- die elektronische und telefonische Fahrplanauskunft (Hochbahn)
- der Vertrieb von Abonnements (Hochbahn)
- der Großkundenvertrieb (S-Bahn)
- die Schüler- und Seniorenberatung (VHH)

Weiterhin haben die Verkehrsunternehmen auch in der HVV GmbH über den sogenannten „Beirat“ einen starken Einfluss auf die Entscheidungen im Verbund.

## Im HVV agierende Unternehmen

### Hamburger Hochbahn

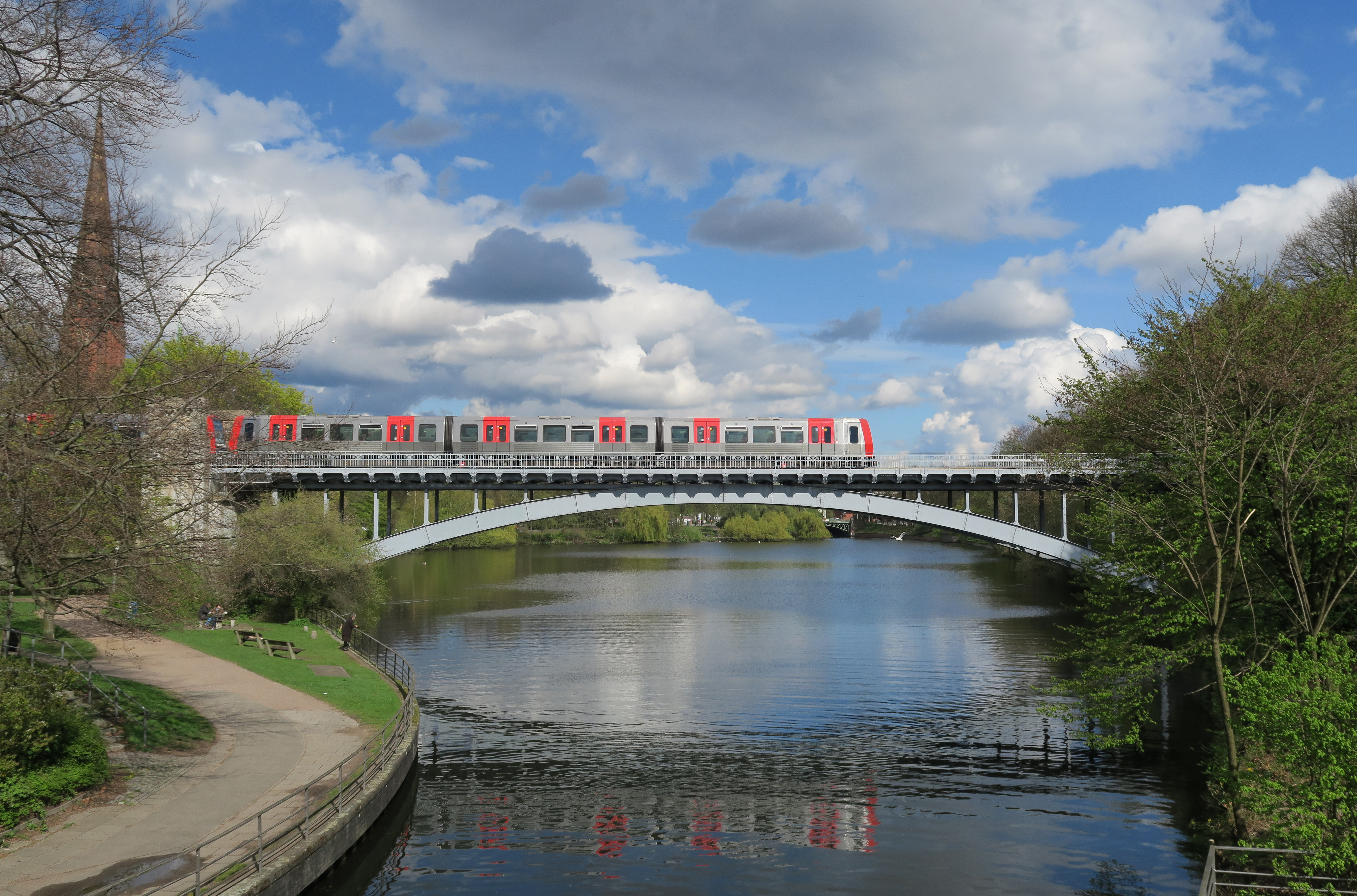
U-Bahn auf der Kuhmühlenteichbrücke

Die Hamburger Hochbahn AG betreibt das U-Bahn-Netz mit den Linien
 Norderstedt Mitte – Garstedt – Ochsenzoll – Fuhlsbüttel Nord – Ohlsdorf – Kellinghusenstraße – Stephansplatz – Jungfernstieg – Hauptbahnhof Süd – Lübecker Straße – Wandsbeker Chaussee – Wandsbek Markt – Wandsbek-Gartenstadt – Farmsen – Volksdorf – Ohlstedt / – Großhansdorf
 Niendorf Nord – Niendorf Markt – Hagenbecks Tierpark – Schlump – Jungfernstieg – Hauptbahnhof Nord – Berliner Tor – Horner Rennbahn – Billstedt – Mümmelmannsberg
 Barmbek – Kellinghusenstraße – Schlump – St. Pauli – Landungsbrücken – Rathaus – Hauptbahnhof Süd – Berliner Tor – Lübecker Straße – Mundsburg – Barmbek – Wandsbek-Gartenstadt
 Elbbrücken – Jungfernstieg – Hauptbahnhof Nord – Berliner Tor – Burgstraße (– Horner Rennbahn – Billstedt)
Außerdem betreibt die Hamburger Hochbahn rund 110 Buslinien.

### S-Bahn Hamburg

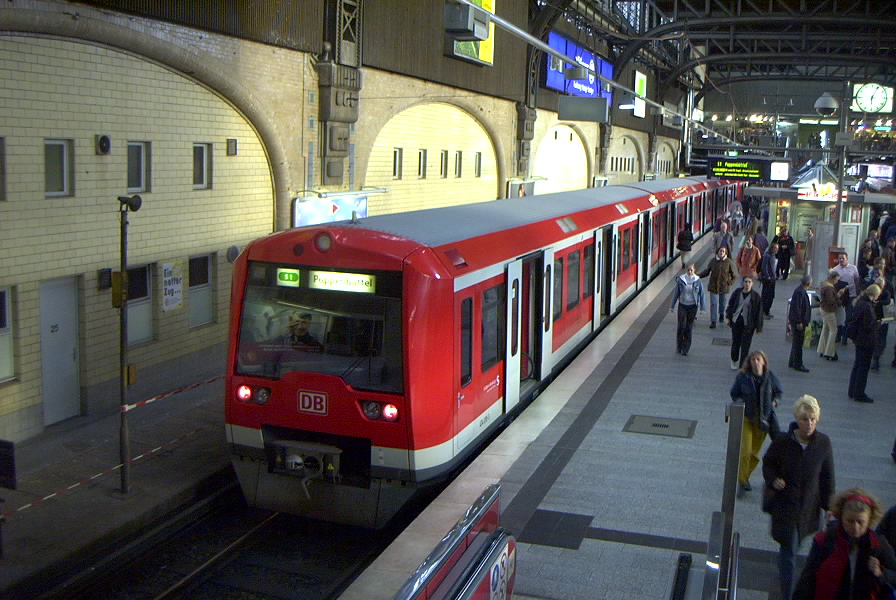
S-Bahn im Hauptbahnhof

Die S-Bahn Hamburg GmbH ist ein Tochterunternehmen der Deutschen Bahn und betreibt die Linien:
 Wedel – Blankenese – Othmarschen – Altona – Landungsbrücken – Jungfernstieg – Hauptbahnhof – Berliner Tor – Hasselbrook – Wandsbeker Chaussee – Barmbek – Ohlsdorf – Hamburg Airport (Flughafen) / – Poppenbüttel
 Altona – Sternschanze – Dammtor – Hauptbahnhof – Berliner Tor – Bergedorf – Reinbek – Aumühle
 Pinneberg – Halstenbek – Elbgaustraße – Eidelstedt – Stellingen – Diebsteich – Altona – Landungsbrücken – Jungfernstieg – Hauptbahnhof – Elbbrücken – Harburg – Neugraben
 Elbgaustraße – Eidelstedt – Stellingen – Diebsteich – Sternschanze – Dammtor – Hauptbahnhof – Elbbrücken – Harburg – Neugraben – Buxtehude – Stade

### AKN
Die AKN Eisenbahn GmbH betreibt folgende Linien:
 Hamburg-Eidelstedt – Quickborn – Ulzburg Süd (– Henstedt-Ulzburg – Kaltenkirchen)
 Norderstedt Mitte – Ulzburg Süd – Henstedt-Ulzburg – Kaltenkirchen – Bad Bramstedt – Boostedt (nicht im HVV-Tarif: – Neumünster Süd – Neumünster) (Norderstedt Mitte – Ulzburg Süd im Auftrag der Verkehrsgesellschaft Norderstedt)
 Elmshorn – Barmstedt – Henstedt-Ulzburg – Ulzburg Süd

### DB Regio und Regionalverkehre Start Deutschland
Die DB Regio AG und ihre Tochterfirma Regionalverkehre Start Deutschland betreiben im Großraum Hamburg folgende Linien:

#### DB Regio Nordost
RE1  Hamburg Hbf – Büchen (nicht im HVV-Tarif: – Schwerin – Bad Kleinen – Rostock Hbf)

#### Regionalverkehre Start Deutschland
RE5 Hamburg Hbf – Hamburg-Harburg – Buxtehude – Stade – Hemmoor (nur Zeitkarten im HVV-Tarif: – Cuxhaven) (verkehrt als Start Unterelbe)
RB38 (Hamburg-Harburg –) Buchholz – Soltau (nicht im HVV-Tarif: – Hannover Hbf) (verkehrt als Start Niedersachsen Mitte)
RB37 : (nur Zeitkarten im HVV-Tarif: Uelzen – Brockhöfe –) Munster (Örtze) – Soltau (nur Zeitkarten im HVV-Tarif: – Visselhövede nicht im HVV-Tarif: – Bremen Hbf) (verkehrt als Start Niedersachsen Mitte)

#### DB Regio Schleswig-Holstein
RE6 Hamburg-Altona – Elmshorn – Itzehoe (nicht im HVV-Tarif: – Heide – Husum – Niebüll – Westerland (Sylt))
RB62: Itzehoe – Wilster (nicht im HVV-Tarif: – Heide) (hält an allen Stationen)
RE7 Hamburg Hbf – Elmshorn (nicht im HVV-Tarif: – Neumünster – Flensburg / – Kiel Hbf (Zug wird in Neumünster geflügelt))
RE70 Hamburg Hbf – (Pinneberg) – Elmshorn – Brokstedt (nicht im HVV-Tarif: – Neumünster – Kiel Hbf)
RE8: Hamburg Hbf – Bad Oldesloe – Reinfeld (nicht im HVV-Tarif: – Lübeck Hbf – Lübeck-Travemünde Strand)
RE80 Hamburg Hbf – Ahrensburg – Bad Oldesloe – Reinfeld (nicht im HVV-Tarif: – Lübeck Hbf)
RB81 Hamburg Hbf – Hasselbrook – Ahrensburg – Bargteheide – Bad Oldesloe (hält an allen Stationen)

#### DB Regio Südost
RE20 (nur Zeitkarten im HVV-Tarif: Uelzen – Schnega nicht im HVV-Tarif: – Salzwedel – Stendal – Magdeburg Hbf – Schönebeck-Bad Salzelmen)
RE19(nur Zeitkarten im HVV-Tarif: Uelzen – Schnega nicht im HVV-Tarif: – Salzwedel – Stendal – Magdeburg Hbf) (nur am Wochenende)

### Nordbahn
Die NBE nordbahn Eisenbahngesellschaft mbH & Co. KG – gemeinsames Tochterunternehmen der BeNEX GmbH und der AKN – betreibt die Regionalbahnlinien
RB61: Hamburg Hbf – Pinneberg – Tornesch – Elmshorn – Itzehoe (hält an allen Stationen)
RB71: Hamburg-Altona – Pinneberg – Tornesch – Elmshorn – Itzehoe / – Wrist (hält an allen Stationen)
RB82: Bad Oldesloe – Bad Segeberg – Rickling (nicht im HVV-Tarif: – Neumünster)

### Metronom
Im südlichen und südwestlichen Verbundgebiet (Landkreise Stade, Harburg und Lüneburg sowie darüber hinaus) wurde der SPNV vom Land Niedersachsen an die metronom Eisenbahngesellschaft mbH vergeben.
RE 2: (nur Zeitkarten im HVV-Tarif: Uelzen – Suderburg nicht im HVV-Tarif: – Hannover Hbf – Göttingen)
RE 3: Hamburg Hbf – Lüneburg – Bienenbüttel (gehört zum Hanse-Netz, nur Zeitkarten im HVV-Tarif: – Uelzen – Suderburg nicht im HVV-Tarif: – Hannover Hbf)
RB 31: Hamburg Hbf – Hamburg-Harburg – Lüneburg (hält an allen Stationen)
RE 4: Hamburg Hbf – Buchholz (Nordheide) – Tostedt (nur Zeitkarten im HVV-Tarif: – Rotenburg (Wümme) nicht im HVV-Tarif: – Bremen Hbf) Verbindung bis Bremen läuft ebenfalls unter der Bezeichnung „Hanse-Netz“
RB 41: Hamburg Hbf – Buchholz (Nordheide) – Scheeßel (nur Zeitkarten im HVV-Tarif: – Rotenburg (Wümme) – Sottrum nicht im HVV-Tarif: – Bremen Hbf) (hält an allen Stationen)

### erixx

#### erixx GmbH
Im südlichen Verbundgebiet betreibt die Erixx GmbH den Zugbetrieb auf den Strecken
RB 32: Lüneburg – Dannenberg Ost
RB 47: (nur Zeitkarten im HVV-Tarif: Uelzen – Bad Bodenteich nicht im HVV-Tarif: – Gifhorn – Braunschweig Hbf)

#### erixx Holstein GmbH
Das Unternehmen erixx Holstein GmbH betreibt im östlichen Verbundgebiet die Strecke
RE 83: Lüneburg – Büchen – Ratzeburg (nicht im HVV-Tarif: – Lübeck Hbf – Kiel Hbf)

### EVB
Im Elbe-Weser-Dreieck betreiben die Eisenbahnen und Verkehrsbetriebe Elbe-Weser GmbH in Eigenregie 32 Buslinien in den Landkreisen Harburg, Stade, Rotenburg (Wümme), Osterholz sowie der Stadt Bremen (siehe teilweise auch: Verkehrsverbund Bremen/Niedersachsen) und die Südweststrecke
RB 33: Buxtehude – Harsefeld – Bremervörde – Heinschenwalde (nur Zeitkarten im HVV-Tarif: – Sellstedt nicht im HVV-Tarif: – Bremerhaven Hbf (– Cuxhaven))
Neben dem Sommerangebot Moorexpress wird teilweise die Wartung von „metronom“-Zügen übernommen, gemeinsamer Fahrzeugpool der LNVG.

### Autokraft
Die Autokraft GmbH betreibt den Linienverkehr in vielen Kreisen von Schleswig-Holstein. Weiterhin betreibt sie viele Regionalbuslinien, welche teilweise bis nach Hamburg verkehren.

### vhh.mobility
Insbesondere im westlichen und östlichen Hamburg sowie in den schleswig-holsteinischen Kreisen Pinneberg, Segeberg, Stormarn und Herzogtum Lauenburg betreibt die Verkehrsbetriebe Hamburg-Holstein GmbH (vhh.mobility) rund 170 Buslinien mit 2300 km Länge. 2022 beförderten sie mit rund 700 Bussen auf über 43 Mio. Wagenkilometern 100,8 Mio. Fahrgäste. Zudem wird das On-Demand Angebot hvv hop von der vhh.mobility betrieben. Verfügbar ist es in Harburg, dem Kreis Segeberg und Kreis Storman.

### KVG Stade
Die KVG Stade GmbH & Co. KG betreibt den Stadtverkehr in den Städten Buxtehude, Buchholz i.d.N., Bremervörde, Cuxhaven, Lüneburg, Stade und Winsen (Luhe). Außerdem betreibt die KVG den Regionalbusverkehr in den Landkreisen Cuxhaven, Harburg, Lüneburg, Lüchow-Dannenberg, Rotenburg (Wümme) (teilweise), Heidekreis und Stade.

### VGN
Der Abschnitt der U1 von Garstedt nach Norderstedt Mitte sowie daran im Anschluss die A2 (betrieben von der AKN) gehören zur Verkehrsgesellschaft Norderstedt mbH, einem Tochterunternehmen der Stadtwerke Norderstedt (SN). Die VGN hatte auf 10,3 km Streckenlänge mit 18 eigenen Wagen im Jahr 2009 8,7 Mio. Fahrgäste.

### HADAG

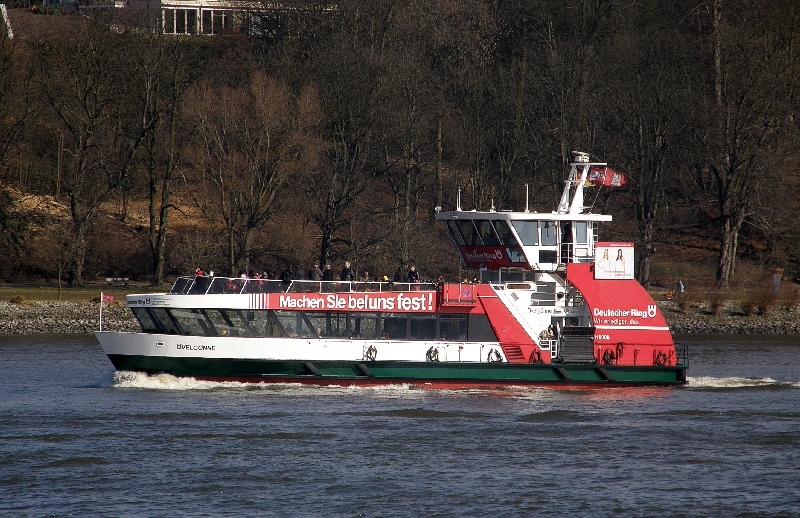
HADAG-Fähre auf der Elbe

Die HADAG Seetouristik und Fährdienst betreibt den Schiffsliniendienst im Hamburger Hafen mit einer Flotte von 25 Schiffen, die auf sieben Fährlinien pro Jahr über 8 Mio. Fahrgäste befördern. Die HADAG ist ebenfalls für die elbseitige Anbindung im Airbus-Werksverkehr zuständig. Die HADAG übernimmt auch die Fahrten, die Besucher zu den Musicals im Theater im Hafen Hamburg bringt.
Linien:

 Landungsbrücken – Altona Fischmarkt – Waltershof – Neuhof
 Landungsbrücken – Altona Fischmarkt – Neumühlen – Finkenwerder
 Finkenwerder – Teufelsbrück
 Finkenwerder – Blankenese
 Landungsbrücken – Finkenwerder (ohne Zwischenhalt)
 Teufelsbrück – Airbus
 Landungsbrücken – Arningstraße – Elbphilharmonie
 Landungsbrücken – Argentinienbrücke – Ernst-August-Schleuse
 Landungsbrücken – Steinwerder
HBEL: Blankenese – Cranz (nur teilweise mit HVV-Tarif, seit 2024 eingestellt)

### Weitere Unternehmen
(Quelle:)
- die Linie Steinburg GmbH: Betreibt mehrere Buslinien im Kreis Steinburg.
- Holsten-Express – Horst Voss Omnibusbetriebe GmbH: Betreibt mehrere Buslinien im Kreis Steinburg.
- Kreisverkehrsgesellschaft in Pinneberg mbH (KViP): Betreibt Buslinien zwischen Elmshorn, Barmstedt, Pinneberg, Tornesch, Uetersen, Wedel sowie in der Haseldorfer und Seestermüher Marsch.
- NAHBUS Nordwestmecklenburg GmbH: Betreibt Buslinien zwischen Gadebusch und Ratzeburg sowie zwischen Grevesmühlen und Lübeck.
- Omnibusbetrieb von Ahrentschildt GmbH: Betreibt als Tochterunternehmen der evb zwei Buslinien im Landkreis Rotenburg (Wümme).
- Ratzeburg-Möllner Verkehrsbetriebe GmbH (RMVB): Betreibt als Tochterunternehmen der Verkehrsbetriebe Hamburg-Holstein GmbH (VHH) die Stadtverkehre sowie RegionalBus-Linien um Mölln und Ratzeburg.
- Rathje Omnibusbetrieb GmbH & Co. KG: Betreibt einige Buslinien im Kreis Steinburg.
- Verkehrsbetriebe Buchholz i.d.N. GmbH: Betreibt unter der Marke Buchholz Bus die Buslinien des Stadtverkehrs in Buchholz.
- Verkehrsgesellschaft Ludwigslust-Parchim mbH (VLP): Betreibt den Busverkehr im Amt Neuhaus (Landkreis Lüneburg).
- Verkehrsgesellschaft Südholstein mbH (VGS): Betreibt gemeinsam mit den RMVB den Städte-Schnellbus zwischen Ratzeburg und Hamburg-Wandsbek über Mölln und die Autobahn sowie Regionalbuslinien im Kreis Stormarn.
- Verkehrsbetriebe Kreis Plön GmbH (VKP): Betreibt (auch) einige Buslinien nördlich von Bad Segeberg.

## Das HVV-Verbundgebiet
Das HVV-Gebiet umfasst voll integriert Hamburg sowie die Kreise Steinburg, Pinneberg, Segeberg, Stormarn und Herzogtum Lauenburg in Schleswig-Holstein und die Landkreise Stade, Harburg und Lüneburg in Niedersachsen. Zusätzlich sind seit Dezember 2019 die Bahnstrecken in den Landkreisen Uelzen, Rotenburg (Wümme) (beide vollständig), Heidekreis und Cuxhaven (beide nur teilweise) Teil des HVV-Gebiets, jedoch in Teilen nur für Zeitkarten. Darüber hinaus gilt der HVV-Tarif auf der gesamten Wendlandbahn.

## Geschichte

### Gründung und Anfänge

Logo bis 1979

Logo von 1980 bis 1997

Logo von 1998 bis 2021

Cover des ersten HVV-Fahrplanbuches Winterfahrplan 1966/1967

Der Hamburger Verkehrsverbund wurde am 29. November 1965 als Zusammenschluss von vier Verkehrsunternehmen im Hamburger Raum gegründet; bis 1996 schlossen sich weitere Unternehmen an. Die (großen) Verkehrsunternehmen gaben ihre Aufgaben wie Verkehrsplanung und den Vertrieb sowie Marketing an den Verbund ab, das Personal dafür wurde ebenfalls an den Verbund „ausgeliehen“. Am 1. Dezember 1966 trat der Gemeinschaftstarif des HVV in Kraft, sodass die meisten öffentlichen Verkehrsmittel in Hamburg und seinem Umland nun mit einem Fahrschein benutzt werden konnten. Bis 1984 waren auch die von der HHA (bzw. ab 1977 der Alster-Touristik GmbH ATG) betriebenen Alsterschiffslinien in den Verbundverkehr einbezogen.
Der HVV-Gemeinschaftstarif fußt auf dem Anfang 1964 eingeführten Gemeinschaftstarif der HHA mit der HADAG, der bei Einzelkarten aus einem Teilstreckentarif und bei Zeitkarten aus einem Zonentarif bestand. Nun wurden die Linien der DB, der drei Vorortbahnen AKN, ANB und EBOE sowie die zahlreichen Buslinien der VHH integriert. Die Fahrgeldeinnahmen wurden nach einem Einnahmenaufteilungsvertrag unter den beteiligten Verkehrsunternehmen verteilt. Im ersten vollständigen Jahr des HVV-Gemeinschaftstarifes 1967 wurden auf 177 Linien mit 2181 Haltestellen 21,2 Milliarden Platzkilometer angeboten, die von 558,2 Millionen Fahrgästen (bezogen auf den Betriebszweig) genutzt wurden. 1973 waren es auf 219 Linien mit 2652 Haltestellen 23,2 Milliarden Platzkilometer, die von 607,4 Millionen Fahrgästen genutzt wurden. 1981 wurde die Fahrradmitnahme in U- und S-Bahn-Wagen erlaubt (zuvor waren nur zusammengeklappte Klappräder gestattet).
Im Jahr 1981 gab es im damaligen Bedienungsgebiet des HVV 622,2 Mio. Fahrgäste, dafür waren 2855 Fahrzeuge mit zusammen 370.100 Plätzen vorgehalten, die auf 209 Linien (zusätzlich 64 Berufsverkehrs-, 48 Schulverkehrs- und 15 Theaterverkehrslinien) verkehrten und dabei 24.928,5 Mio. Platzkilometer anboten. Dabei wurden 3.797,1 Personenkilometer geleistet. Dafür wurden bei den sieben Verkehrsunternehmen (HHA, DB, VHH, PVG, DBP, AKN und HADAG) rund 8800 Menschen beschäftigt.

### Wandlung zum Aufgabenträgerverbund und Gebietserweiterung
1996 wurde der HVV umstrukturiert: Aus dem Verbund der Verkehrsunternehmen wurde ein Verbund der Aufgabenträger des öffentlichen Nahverkehrs (ÖPNV). Die meisten Aufgaben und das Personal dazu wurden wieder zu den Verkehrsunternehmen gegeben. Einige Aufgaben wurden zentral für alle Verkehrsunternehmen von einem Unternehmen als zentrale Verbundsaufgabe Verkehrsunternehmen (ZVU) übernommen, z. B. die Schulberatung von der PVG (jetzt VHH). Gesellschafter der HVV GmbH sind heute die Länder Hamburg, Schleswig-Holstein und Niedersachsen sowie die sieben an Hamburg grenzenden (Land-)Kreise.
Bis zum 14. Dezember 2002 umfasste der HVV-Bereich die Stadt Hamburg sowie das nähere Umland (Grenzverlauf Wedel – Pinneberg – Elmshorn – Barmstedt – Kaltenkirchen – Kisdorf – Tangstedt – Ammersbek – Ahrensburg – Trittau – Basthorst – Friedrichsruh – Escheburg – Geesthacht – Lauenburg – Over – Seevetal – Neu Wulmstorf – Jork). Seit der Erweiterung des Verbundgebietes am 15. Dezember 2002 umfasst das Gebiet im Norden die Kreise Pinneberg, Segeberg, Stormarn und Herzogtum Lauenburg vollständig; es reicht jetzt bis an die Grenzen der Städte Neumünster und Lübeck. Im Zuge dieser Erweiterung wurden auch mehrere Regionalbahnlinien in den HVV integriert.
Im Dezember 2004 trat mit dem Winterfahrplan 2004/2005 die Erweiterung des Verbundgebietes im Süden um die niedersächsischen Landkreise Stade, Harburg und Lüneburg in Kraft. Für die zum Landkreis Lüneburg gehörende rechtselbische Gemeinde Amt Neuhaus, die keine durchgehende öffentliche Verkehrsverbindung mit dem restlichen HVV-Gebiet besitzt, wurde eine Sonderregelung dahin gehend beschlossen, dass HVV-Zeitkarten in dortigen Bussen anerkannt werden, nicht jedoch Einzel- und Tageskarten.
Mit dem Fahrplanwechsel im Dezember 2004 wurde gleichzeitig eine einjährige Probephase gestartet, während der die Schnellbahnen und die wichtigsten Buslinien in den Wochenendnächten im Stadtgebiet von Hamburg durchfahren. Nachdem es in der Probephase zu einer Verdreifachung der Fahrgäste in den Wochenendnächten kam, wird die Nachtdurchfahrt von U- und S-Bahn unbefristet weitergeführt.
Seit dem 1. Januar 2008 gilt der HVV-Tarif für Wochen-, Monats- und Jahreskarten bis und ab Soltau.
Zum 1. Oktober 2011 führte der HVV ein generelles Alkohol-Konsum-Verbot ein, das das Trinken und das Mitführen alkoholischer Getränke in geöffneten Behältnissen verbietet und in allen U-Bahn-, S-Bahn- und AKN-Fahrzeugen sowie deren Stationen gilt. Verstöße können durch Fahrscheinkontrolleure und Sicherheitspersonal mit einer Strafe von 40 Euro geahndet werden.
Seit dem Fahrplanwechsel Ende 2019 werden die Gebiete Rotenburg (W.), Cuxhaven, Uelzen und Soltau auch zum HVV-Zeitkartentarif mit Beschränkungen (nur Zeitkarten gültig, Stadtverkehr hat teils eigenen Tarif) bedient. Im Zuge der Gebietserweiterung kamen die Tarifringe F, G und H hinzu. Seit dem 1. Januar 2022 gehört der gesamte Kreis Steinburg zum HVV.

### Der neue HVV
Seit 2021 wird auf Informationsmaterial ein neues Logo verwendet. In diesem und in sämtlicher Kommunikation wird die Eigenschreibweise hvv verwendet. Am 4. Oktober 2021 wurde bekanntgegeben, dass im Zuge einer großen Neuerungsaktion etliche Veränderungen einhergehen sollen. So wurde an diesem Tag das neue HVV-Logo offiziell vorgestellt. Neben dieser Neuerung soll auch die Informationspolitik des Hamburger Verkehrsverbundes verbessert werden. So wurden beispielsweise auf Facebook die Seiten der Unternehmen S-Bahn Hamburg, Hochbahn und VHH mit der des HVV zusammengelegt. Dadurch soll eine bessere Transparenz erreicht werden. Durch den sogenannten „Hamburg-Takt“ sollen in Zukunft deutliche Verbesserungen für die Kundinnen und Kunden einhergehen. Im Oktober 2021 wurde ein Home-Office-Ticket eingeführt, das zur Nutzung an zehn Tagen im Monat berechtigt und ausschließlich über die App erhältlich ist.
Zum Fahrplanjahr 2022 erschien die letzte Ausgabe des Fahrplanbuchs. Zum Jahresende 2023 wurde der Barverkauf in Bussen in Hamburg eingestellt. Als Ersatz wurde im Juli 2023 eine Prepaid-Karte eingeführt. Seit April 2023 werden die Pünktlichkeitsdaten der Schnellbahnlinien auf der Website des HVV veröffentlicht.

## Aufgaben
Mitarbeiter des HVV beobachten das Verkehrsaufkommen der im Gemeinschaftstarif bedienten Linien (Fahrgastzählung). Auf Basis der dabei gewonnenen Daten wird der Fahrplan des Folgejahres erstellt.
Die von den beteiligten Verkehrsunternehmen gesammelten Fahrgelder wurden bis 1996 entsprechend der vom jeweiligen Unternehmen geleisteten Platzkilometer aufgeteilt (angebotsorientiert), seit 1997 erfolgt eine Aufteilung nach Fahrgastzahlen (nachfrageorientiert). Die durch Fahrgeldeinnahmen nicht gedeckten Aufwendungen der Verkehrsunternehmen sind von den Aufgabenträgern zu übernehmen.
Ein Nebeneffekt dieser Aufgabenteilung zwischen den Verkehrsunternehmen und dem Verkehrsverbund ist, dass betriebsbedingte Ein- und Aussetzfahrten nicht im veröffentlichten Fahrplan erscheinen. Die hierbei angebotenen Platzkilometer sind durch die Bedarfsermittlung nicht legitimiert und werden auch nicht abgerechnet. Beispiele sind die Fahrten der früheren S11 zwischen Ohlsdorf und Poppenbüttel sowie die Fahrten der U3 (ausgeschildert als U1) zwischen Wandsbek-Gartenstadt und Farmsen.

## Daten und Fakten

Fahrgastzahlen im Hamburger Verkehrsverbund 1996–2013

2018 waren in den Verkehrsmitteln im HVV 949 Millionen (2017: 780,7 Millionen) Fahrgäste unterwegs, die Fahrgeldeinnahmen in Höhe von 861 Millionen Euro (2017: 825,5 Millionen Euro) generierten.
| Bezugsjahr 2018 | Linien | Haltestellen | Streckenlänge (km) | Linienlänge (km) | Fahrzeuge | Platzkilometer (Mio. km) |
| --------------- | ------ | ------------ | ------------------ | ---------------- | --------- | ------------------------ |
| Schienenverkehr | 32     | 295          | 954,5              | 1.349,2          | 2.093     | 28.946,0                 |
| Busverkehr      | 723    | 9.869        | 13.507,5           | 18.636,8         | 2.335     | 9.232,3                  |
| Schiffsverkehr  | 8      | 20           | 24,0               | 27,0             | 26        | 186,0                    |
| Gesamt          | 763    | 10.184       | 14.486,0           | 20.013,0         | 4.454     | 38.364,3                 |

## Tarifstruktur
Das Tarifgebiet des HVV ist in acht Tarifringe (A bis H) unterteilt, die zusammen wiederum aus etwa 150 Tarifzonen bestehen. Der Tarifbereich A beinhaltet die inneren Stadtteile Hamburgs, die weiteren Tarifringe schließen sich daran bis zum Ring H an der Grenze des Verbundgebietes an. Die Tarifringe A und B bilden den Bereich Hamburg AB (ehemals: Großbereich Hamburg), der die gesamte Stadt Hamburg und die meisten direkt angrenzenden Städte und Gemeinden umfasst.
Innerhalb des Bereiches von Hamburg AB sind auf allen Linien von den Tarifzonen unabhängige Zahlgrenzen definiert. Im Tarifring A gibt es weiterhin den sogenannten Teilbereich Innenstadt, in den Tarifringen C bis E außerdem teilweise gesonderte Stadtverkehrsbereiche. Einzelne Gebiete gehören zu mehreren Tarifzonen. In den Tarifringen G und H gilt der HVV-Tarif ausschließlich für Zeitkarten.

### Bartarif

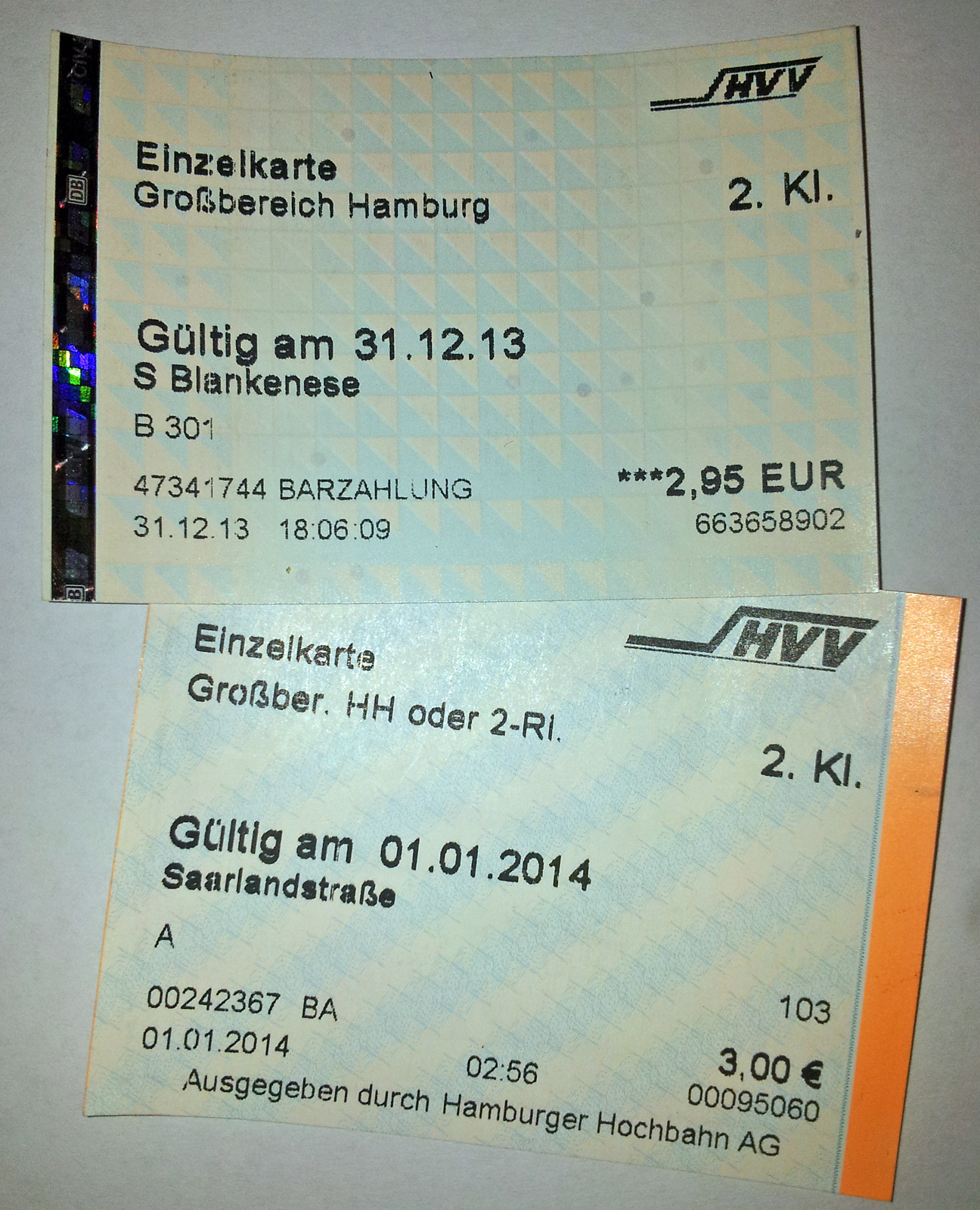
Fahrpreiserhöhung 2013/2014, auf zwei Einzelfahrscheinen erkennbar

Für den Bartarif, also Fahrkarten mit einer Gültigkeit von weniger als einer Woche, gelten folgende Regeln:
Innerhalb des Tarifbereichs Hamburg AB sind bei Einzelfahrscheinen die überfahrenen Zahlgrenzen relevant. Bis zur ersten Zahlgrenze gilt der Kurzstreckentarif. Darüber hinaus ist bis zur zweiten Zahlgrenze eine Fahrkarte zum Nahbereichstarif möglich, für alle weitergehenden Fahrten ist eine Karte zum Tarif Hamburg AB nötig. Umsteigen gilt als Überschreiten einer Zahlgrenze, ausgenommen Umstiege innerhalb des Schnellbahnnetzes oder im Teilbereich Innenstadt. Zahlgrenzen können auf oder zwischen Haltestellen liegen und auch gedehnt sein, so dass mehrere benachbarte Haltestellen auf einer Zahlgrenze liegen. Die Zahlgrenzen sind nicht an den Haltestellen veröffentlicht und lassen sich auch nicht aus der zurückgelegten Entfernung oder der Anzahl der durchfahrenen Haltestellen ableiten. Sie stehen jedoch auf einigen tausend Seiten als PDF-Dateien zum Download im Internet zur Verfügung. Auf einigen Relationen kommen weitere Sonderregelungen zur Anwendung.
Außerhalb des Tarifbereichs Hamburg AB werden für kurze Fahrten innerhalb einer Tarifzone oder in eine benachbarte Tarifzone entsprechende Einzelkarten angeboten, in Stadtverkehrsbereichen auch solche zum entsprechenden Stadttarif. Darüber hinaus ist die Zahl der durchfahrenen Tarifringe entscheidend. Mehrfach durchfahrene Tarifringe (beispielsweise von Tarifring C über B, A und B nach C) zählen nur einfach. Für kurze Fahrten im Grenzgebiet zwischen den Ringen B und C bzw. D ist teilweise davon abweichend noch die Tariflogik aus Hamburg AB mit Zahlgrenzen gültig, die dafür auf einigen Linienabschnitten auch in Ring C und D definiert sind.
Einzelfahrkarten gelten grundsätzlich für eine Fahrt bis 6 Uhr morgens des Folgetages. Fahrtunterbrechungen sind in diesem zeitlichen Rahmen zulässig, Rück- oder Rundfahrten nicht.
Für mehrere Fahrten am selben Tag bietet der HVV sowohl Ganztages- als auch preisreduzierte, mo–fr erst ab 9 Uhr gültige, Talzeitkarten an. Für Kleingruppen mit bis zu fünf Personen ist weiterhin eine Talzeit-Gruppentageskarte erhältlich. Für diese Angebote ist jeweils preislich allein die Zahl der durchfahrenen Tarifringe entscheidend.
Für Schüler-Gruppen ab 11 Personen gibt es die Jugend-Gruppenkarte (vormals gelbe FG-Fahrscheine vom Abreißblock), die eine Hin- und Rückfahrt beinhaltet. Der Gültigkeitstag wird dabei von der Schule abgestempelt.
Für Touristen gibt es die Hamburg CARD, die neben der Fahrt mit den Verkehrsmitteln im HVV auch Rabatte bei einigen touristischen Attraktionen bietet.
Bei Großveranstaltungen wird häufig ein Kombiticket angeboten, das neben dem Eintritt die An- und Abreise mit den Verkehrsmitteln im HVV ermöglicht.
Eine Besonderheit des HVV ist, dass Fahrkarten mit Ausnahme der Schüler-Gruppenkarte, im Gegensatz zu den meisten deutschen Verkehrsverbünden, ab Kauf gültig sind und vor Fahrtantritt nicht gesondert entwertet werden. Der HVV bietet daher auch keine abstempelbaren Mehrfahrtenkarten o. ä. an, ebenso sind Vorratskäufe nicht möglich. Für den Kauf über den elektronischen Vertrieb, also über den Onlineshop, die App oder mit der hvv Card wird auf die meisten Karten des Bartarifs ein Rabatt in Höhe von sieben (bis Juni 2020 drei) Prozent gewährt.
In Hamburg AB sind sowohl das Mecklenburg-Vorpommern-Ticket, das Schleswig-Holstein-Ticket, als auch das Niedersachsen-Ticket auf allen Linien gültig. Das Quer-durchs-Land-Ticket gilt nur in S-Bahn-, AKN- sowie Regionalbahn-Zügen.

### Zeitkarten

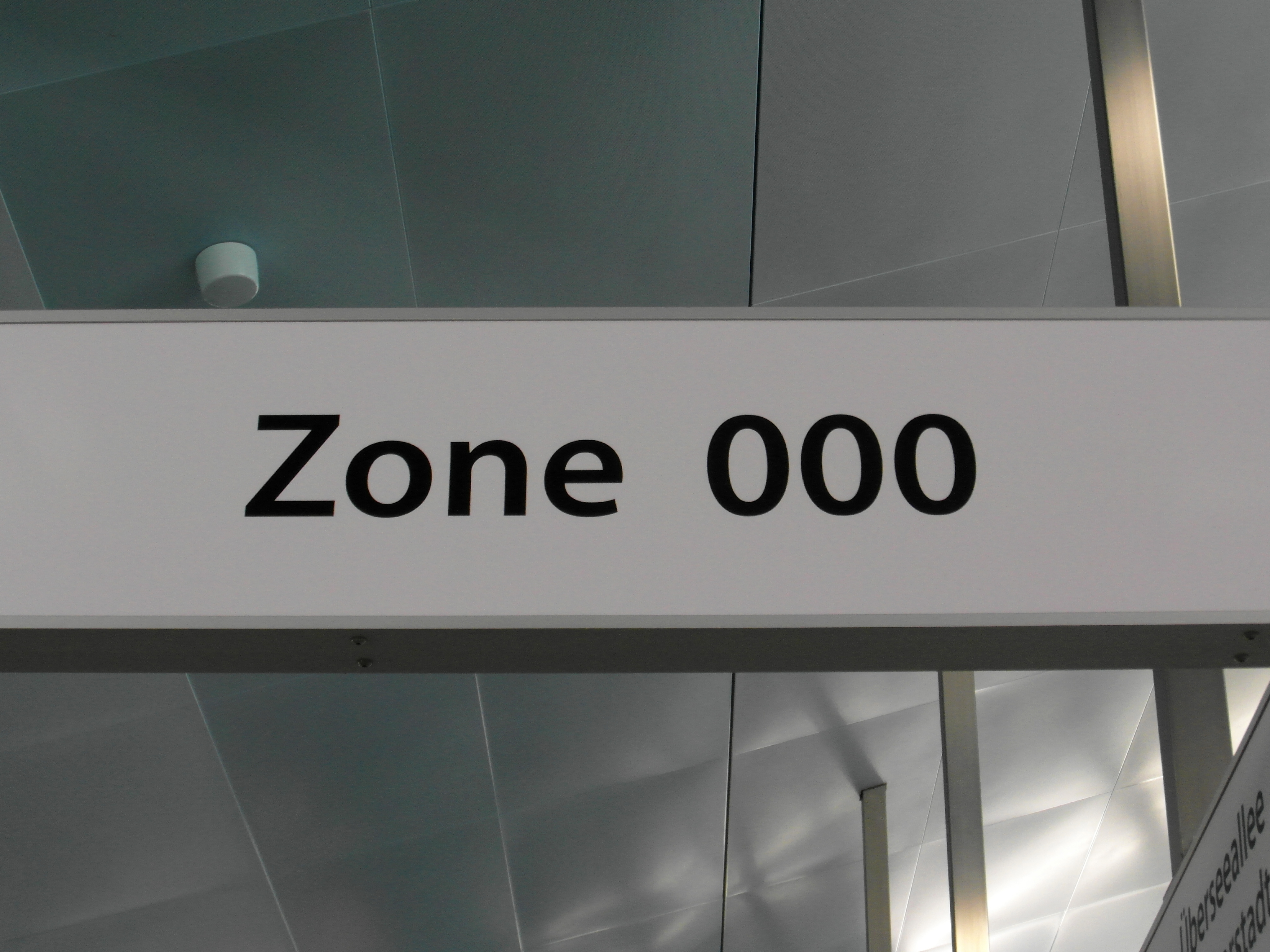
Tarifzonen-Angabe am Eingang eines U-Bahnhofs

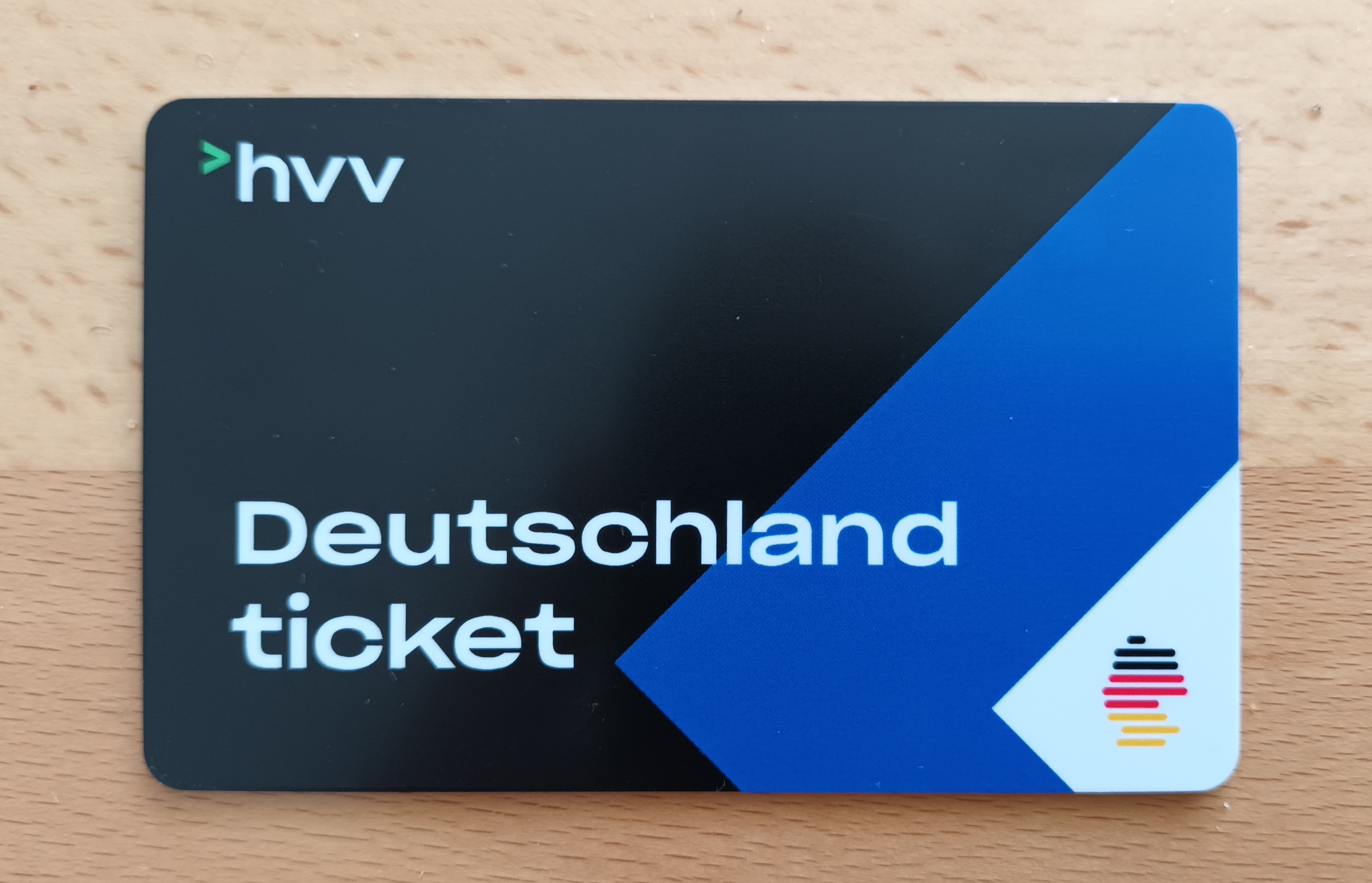
Chipkarte für das Deutschlandticket vom Hamburger Verkehrsverbund

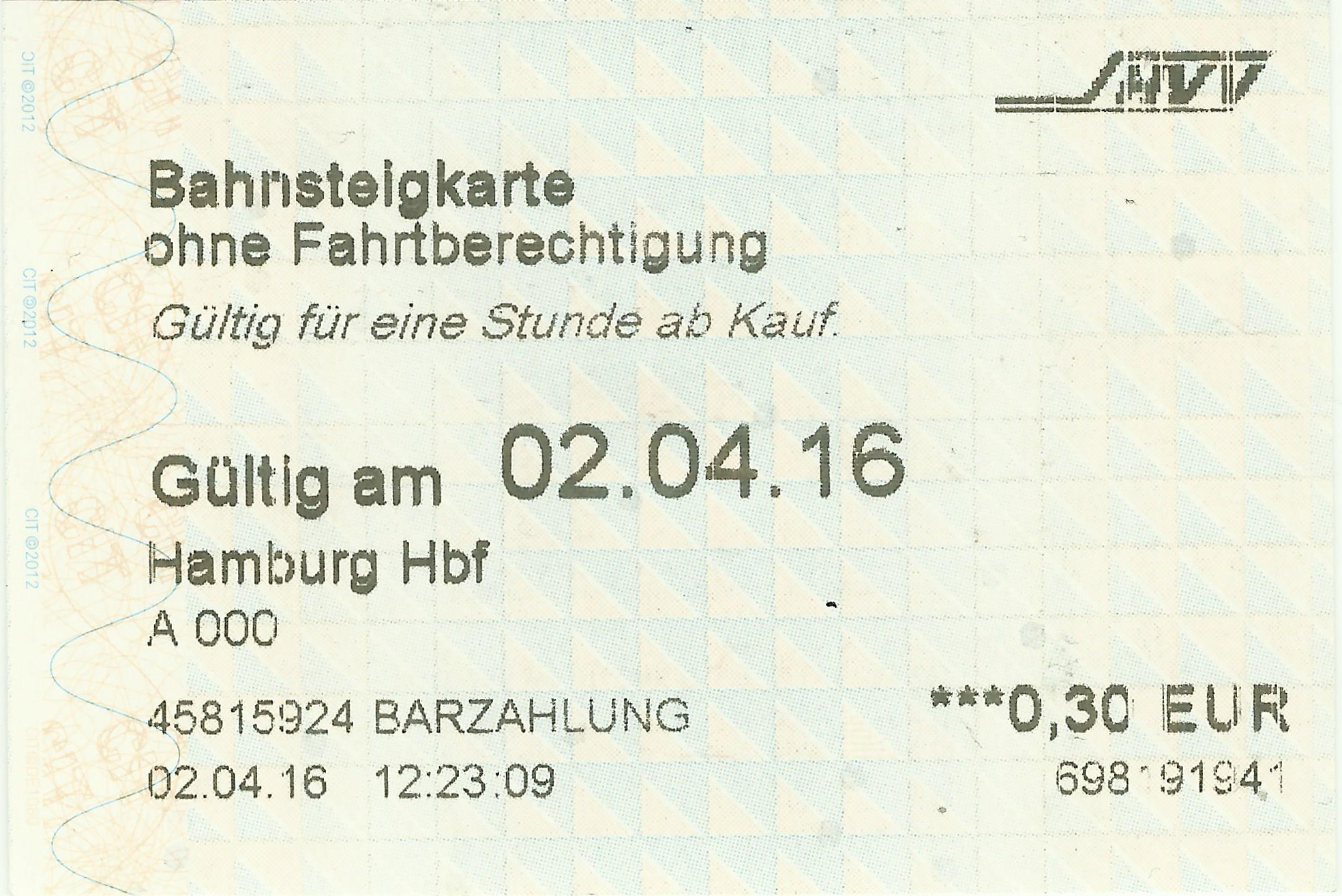
HVV-Bahnsteigkarte

Wichtigste Zeitkarte seit dem 1. Mai 2023 ist das Deutschlandticket; im Zuge der Einführung wurde ein Großteil des Zeitkartensortements abgeschafft. Der HVV bietet eine Wochenkarte für das Gesamtnetz zum Preis von 38 Euro und eine Monatskarte für das Gesamtnetz zum Preis von 78 Euro an. Empfänger von Sozialleistungen nach SGB II, SGB XII und AsylblG mit Wohnsitz in Hamburg erhalten (bis auf die Wochenkarte) einen Sozialrabatt in Höhe von 35,50 Euro.
Für Firmen bietet der hvv das Deutschlandticket als Jobticket und Klimaticket XL mit einem Vertriebsrabatt von fünf Prozent und einem Mindestarbeitgeberanteil von 25 Prozent an. Bei der Premium-Variante zahlt der Arbeitgeber einen Mindestzuschuss von 21,55 Euro, dafür ist am Wochenende sowie an gesetzlichen Feiertagen die Mitnahme von einer weiteren Person und drei Kindern im Alter von 6 bis 14 Jahren im Gesamtnetz möglich.
Für Studierende an ausgewählten Hamburger Hochschulen gibt es das Semesterticket zum Preis von 184,80 € pro Semester (Ringe A–E) bzw. 187,97 € (Gesamtnetz), das durch Zahlung der Fahrgelddifferenz zum Deutschlandticket aufgewertet werden kann.
Für Auszubildende in vollschulischer Ausbildung in Hamburg oder in den Kreisen Cuxhaven, Harburg, Herzogtum Lauenburg, Pinneberg, Segeberg, Steinburg und Stormarn gibt es das Azubi-Bonus-Ticket zum Preis von 29 Euro, welches deutschlandweit gilt und am Wochenende sowie an gesetzlichen Feiertagen zur Mitnahme einer weiteren Person und drei Kindern im Alter von 6 bis 14 Jahren im Gesamtnetz berechtigt.
Für Schüler in Hamburg und Stormarn (hier nur ab der 11. Klasse) gibt es das Deutschlandticket vergünstigt zum Preis von 19 bzw. 29 Euro. Daneben gibt es Schüler-Karten für eine Zone (außerhalb von Hamburg AB), für zwei Zonen (nur kreisübergreifend und außerhalb von Hamburg AB), für einen Landkreis, für den Tarifbereich Hamburg AB und (nur als Geschwister-Nebenkarte für einen Monat) für 5 Ringe. Die regulären Schülerkarten gibt es sowohl als Hauptkarte und Geschwister-Nebenkarte für jedes weitere Kind. Sie sind im Abonnement und als Monatskarte für einen Kalendermonat erhältlich. Seit September 2024 erhalten Schüler in Hamburg das Deutschlandticket kostenlos.
Für Schüler-Zeitkarten sind Ergänzungskarten für Fahrten außerhalb des örtlichen Geltungsbereichs erhältlich. Ergänzungskarten für Zeitkarteninhaber sind nicht gültig in den Tarifringen G und H.
Zum Preis von 47,20 Euro kann monatlich ein Zuschlag für die 1. Klasse RB/RE im Gesamtnetz zu einer HVV-Zeitkarte gekauft werden. Zudem kann für einen Kalendermonat ein Mitnahmezuschlag zu einer HVV-Zeitkarte zum Preis von 15 Euro erworben werden, der zusammen mit einer HVV-Zeitkarte am Wochenende und an gesetzlichen Feiertagen zur Mitnahme einer weiteren Person und drei Kindern im Alter von 6 bis 14 Jahren berechtigt.

### Bahnsteigkarte
Zum 1. Januar 2024 wurde die Bahnsteigkarte abgeschafft.
Mit der HVV-Bahnsteigkarte durfte eine Haltestelle für bis zu 60 Minuten auch ohne gültigen Fahrschein betreten werden. Die Bahnsteigkarte kostete zuletzt 10 Cent (Stand 2022). Wer bei regelmäßigen Kontrollen in den Haltestellen weder einen gültigen Fahrschein noch eine gültige Bahnsteigkarte vorweisen konnte, musste eine Strafe von 60 Euro bezahlen, selbst wenn kein Verkehrsmittel benutzt wurde. Im Jahr 2017 verkauften die Hamburger Hochbahn und die S-Bahn Hamburg als Betreiber des HVV-Schnellbahnnetzes insgesamt etwa 9500 Bahnsteigkarten. Sie erzielten damit Erlöse in Höhe von etwa 2.900 Euro. 2018 konnten die Verkehrsunternehmen den Absatz an Bahnsteigkarten auf etwa 11.000 Stück steigern.

### SchnellBus-Zuschlag
Eine weitere Hamburger Besonderheit war der bis zur Abschaffung am 12. Dezember 2021 für die Benutzung von Schnellbuslinien zu zahlende Zuschlag. Der Zuschlag konnte für eine Fahrt, eine Woche, einen Monat, im Abonnement sowie ausschließlich für Tageskarten pro Tag erworben werden. Der Zuschlag für eine Fahrt kostete zuletzt 2,20 Euro. Inhaber von Fahrkarten der 1. Klasse sowie von Teilzeit-Karten, der Hamburg Card und teilweise von KombiTickets benötigten keinen zusätzlichen Zuschlag.

### Fahrradbeförderung
Die Fahrradmitnahme ist im HVV kostenlos (außer in Zügen des Regionalverkehrs). In U-Bahn-, S-Bahn- und AKN-Zügen sowie in Bussen ist sie in der Zeit montags bis freitags vor 6 Uhr, zwischen 9 und 16 Uhr und ab 18 Uhr erlaubt, am Wochenende, an Feiertagen und in den Hamburger Sommerferien ist sie ganztägig möglich. Auf den Hafenfähren ist die Mitnahme an allen Tagen uneingeschränkt möglich.

## Verkehrserträge
Die Verkehrsunternehmen im HVV erzielten im Jahr 2017 etwa 843 Millionen Euro Einnahmen aus Fahrgeldern. Den größten Anteil daran haben HVV-Stammkunden mit einem Vollzeitabo bzw. einer ProfiCard, die insgesamt etwa 350 Millionen Euro an Fahrgeld zahlten. Mit etwa 57 Millionen verkauften Einzelkarten wurde ein Umsatz von etwa 136 Millionen Euro erzielt, 14 Millionen Tages- und Gruppenkarten trugen etwa 104 Millionen Euro zu den Einnahmen der Unternehmen bei.
Die Einnahmen aus Fahrgeldern stiegen bis zur Einführung des Deutschlandtickets massiv an. Wurden 2005, nach der letzten großen Gebietsausweitung des Verbundes, noch etwa 473 Millionen Euro erzielt, lag der Wert im Jahr 2017 mit 843 Millionen Euro bereits 78 Prozent darüber.

## Bewertung
Der ADAC führte 2001 einen Test durch, bei dem der ÖPNV in 20 europäischen Städten (10 davon in Deutschland) untersucht wurde. Dabei wurde der HVV als bester deutscher Verkehrsverbund mit der Note „Gut“ ausgezeichnet. Lediglich Barcelona und Brüssel erhielten die Note „sehr gut“. Bei einem 2009 durchgeführten Test in 23 europäischen Städten konnte sich der Hamburger Verkehrsverbund mit einer guten Wertung auf dem fünften Rang platzieren.
Die ver.di-Senioren forderte in Hamburg eine Verbesserung der Nutzungsbedingungen für Senioren. Dazu gehörte die Abschaffung oder Verkürzung der damaligen Einschränkung der Gültigkeit des Seniorentickets von 6 Uhr bis 9 Uhr. Der Landesbezirksseniorenausschuss kritisierte in diesem Zusammenhang, dass Senioren mit geringer Rente bei notwendigen Fahrten vor 9 Uhr zusätzlich zum Seniorenticket den vollen Fahrpreis zu bezahlen hätten. Die Beschränkung wurde am 15. Dezember 2019 aufgehoben und die Senioren-Karte im Abo gilt seitdem rund um die Uhr.

## hvv GmbH
Die Aufgaben der hvv GmbH gliedern sich intern in elf Bereiche:
- Geschäftsführung
- Projektmanagement & Business Development
- Pressestelle
- Justiziariat
- Schienenverkehr / Planung
- Busverkehr / Angebot
- Tarif & Produktentwicklung
- Vertrieb & digitale Prozesse
- Marktkommunikation
- Finanzierung / Vergabe
- Kaufmännischer Bereich

Aktuell beschäftigt die hvv GmbH rund 80 Mitarbeiter, dazu kommen 2 Auszubildende (im kaufmännischen Bereich und im Marketing), einige Verkehrserheber, Werkstudenten (aktuell 1) sowie 1 FÖJ-Kraft im Bereich Schienenverkehr/Planung.
Der Sitz der hvv GmbH befindet sich in der HafenCity an der Adresse Brooktorkai 18, 20457 Hamburg.